# Locha posthumaria
Locha posthumaria là một loài bướm đêm trong họ Geometridae.